# Leontopodium sinense
Leontopodium sinense là một loài thực vật có hoa trong họ Cúc. Loài này được Hemsl. ex Hemsl. mô tả khoa học đầu tiên năm 1888.